# 舒加塔格鹽礦鎮鄉

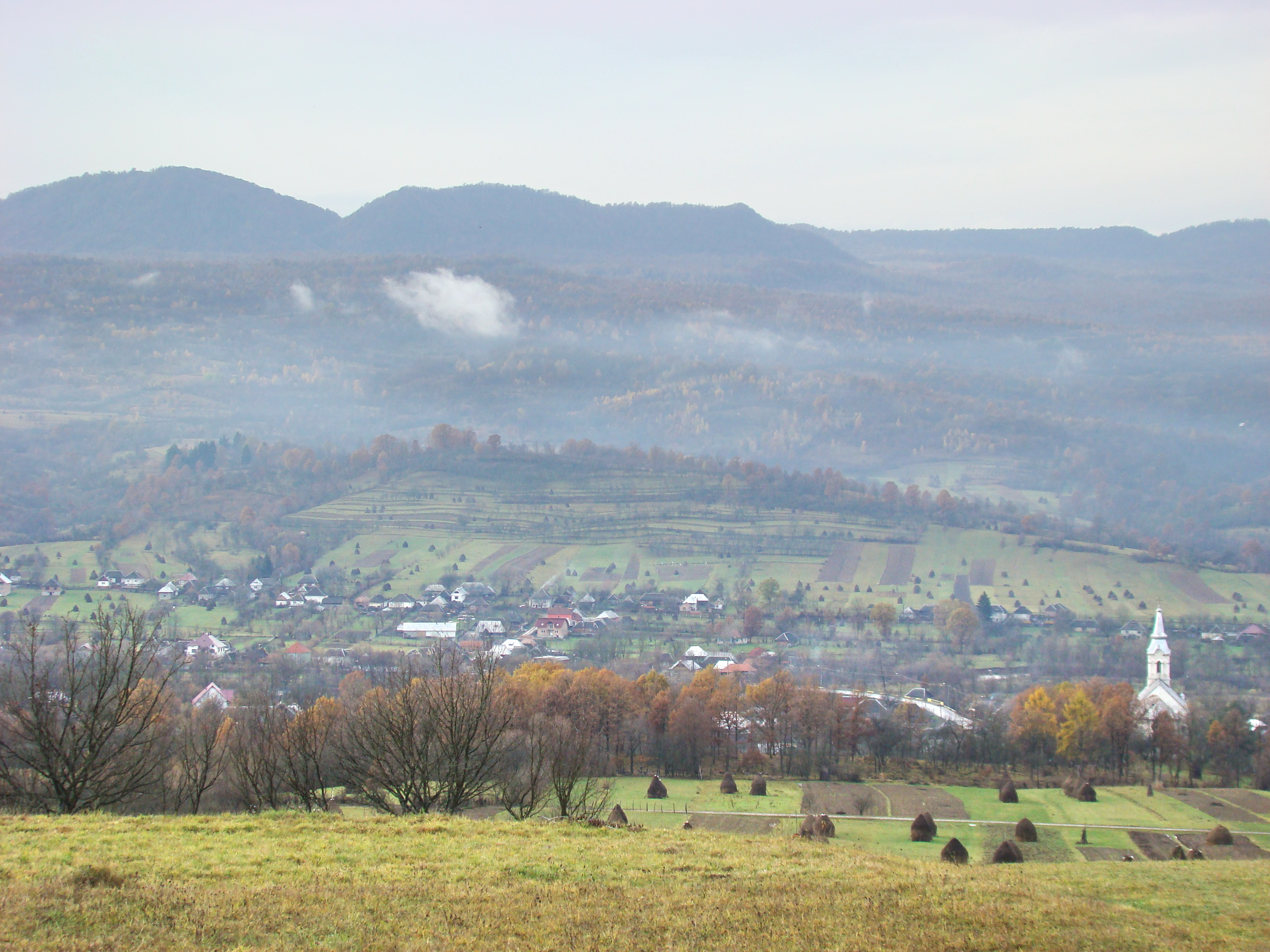

47°47′N 23°56′E / 47.783°N 23.933°E
舒加塔格鹽礦鎮鄉（羅馬尼亞語：Comuna Ocna Șugatag, Maramureș），是羅馬尼亞的鄉份，位於該國西北部，由馬拉穆列什縣負責管轄，面積85平方公里，海拔高度446米，2007年人口4,185，人口密度每平方公里49人。